# Сен-Гобен
Saint-Gobain е френска компания, специализирана в производството, трансформацията и дистрибуцията на материали.
Компанията е основана от Жан-Батист Колбер (1619 – 1663) през 1665 г. под името Manufacture royale des glaces, компанията присъства в шестдесет и осем държави, а през 2019 г. в нея работят почти 171 000 души. От 2019 г. седалището на компанията се намира в Дефанс, Tour Saint-Gobain, в община Курбьовоа.